# Оптички етернет
Оптички етернет (енгл. Ethernet over optical fiber) је појам који се односи на технологије етернет протокола локалних рачунарских мрежа, које свој рад заснивају на преносу података оптичким путем. Као и код стандардног етернета, рад и спецификације описани су великим бројем IEEE стандарда. Оптичке етернет мреже у топологији од тачке до тачке (енгл. point-to-point), звезде или стабла. Као медијум користи се оптички кабл. Оптички етернет првобитно је имао функцију окоснице међу мрежама и дистрибуције података на већим удаљеностима, да би падом цена компоненти почео да се користи и у дељењу заједничких ресурса у локалној мрежи, као и у приступу интернету.
Оптички етернет до детаља представља технологију која се користи за пренос сигнала, потом начин како станице приступају датој мрежи, начин сигнализације и кодирања информација и величину и формат пакета информације који се користи при комуникацији.

## Оптичке локалне мреже
Постоји неколико решења за оптичке локалне мреже, која су стандардизовале различите организације. Основна идеја примене оптичких каблова као медијума била је повећање брзине преноса података. Различите индустријске групације предложиле су две нове врсте прстенастих локалних мрежа, заснованих на оптичким кабловима. Једна је названа интерфејс за податке дистрибуиране оптичким влакном FDDI (енгл. Fiber Distributed Data Interface), а друга једноставно оптички канал (енгл. Fibre Channel). Рад са станицама (рачунарима) код оба система је био доста сложен, тако да се ови системи нису пробили до нивоа локалних мрежа, већ су се користили само као окосница мреже. Прве етернет оптичке технологије развијене су управо као окосница мреже, односно за повезивање локалних мрежа у различитим зградама или за повезивање удаљених разводника унутар исте зграде. Док је данашњи оптички етернет нашао своју примену, како у раду са рачунарима и унутар локалне мреже, тако и MAN и WAN мрежама, а достигао је FDDI и Fibre Channel у погледу брзине.

## 
Први стандард оптичког етернета је FOIRL (енгл. Fiber Optic inter-Repeater Link). Оригинални DIX Етернет стандард дефинисао је део мреже од тачке до тачке који се могао користити за повезивање репетитора на већим удаљеностима. Овај стандард није дефинисао никакве спецификације у вези са медијумом. Касније, организација IEEE је унапредила овај стандард и објавила своју верзију 1989. године. Стандард је управо дефинисао овај систем као окосницу, предвиђен је да повеже удаљене делове етернета на растојањима до 1 km, а с обзиром да је пренос сигнала оптичким влакном имун на електромагнетне сметње (на пример грмљавину) систем је био идеалан за повезивање репетитора на крајевима сегмената мрежа у различитим зградама.

## Разведен оптички етернет
Док се чекало на нови сет спецификација произвођачи су направили нове уређаје који су се могли повезати влакном, омогућавајући персоналним рачунарима приступ мрежи преко FOIRL сегмента. Ове измене су прихваћене и додате у нови стандард IEEE 802.3ј 1993. године, 10Base-F систем.

### Систем
Систем 10Base-F је систем технологија етернета путем оптичког кабла, за рад на брзинама од 10Mb/s. Заменио је оригиналну FOIRL спецификацију, задржавајући компатибилност са направљеном опремом. Кад се помене систем 10Base-F, помисли се на једну од његових варијанти 10Base-FL. Максимална дужина сегмента у овом систему је 2000 m (ово растојање се притом односи на растојање од чвора до разводника). Ако би се применила FOIRL опрема та дужина би била 1000 m.
Овај стандард захтева за сваки линк фибер-оптички кабл 62.5/125 µm (језгро/омотач дијаметар), максимална брзина рада у основном опсегу учестаности је 10 Mb/s. Постоје три типа овог система: 10Base-FB (енгл. Fiber backbone), 10Base-FP (енгл. Fiber passive) и 10Base-FL (енгл. Fiber link).
У следећој табели су дате спецификације 10Base-FL система.
|                                              | '    |
|                                              |      |
| Брзина емитовања                             | = 10 |
| Пренос се врши у основном опсегу учестаности | —    |
| Максимална дужина кабла                      |      |
| Мултимодно влакно 62,5/125 слабљења          |      |
| Извор ласер (850 nm) снаге                     |      |
| Детектори су фотодиоде                       |      |
| конектори слабљења                           |      |
| Манчестер кодирање преузето из 10Base-T      | —    |
|                                              |      |

## Комутиран оптички етернет
Систем 100Base-T (брзи етернет) је тип комутираног етернета на неоклопљеним упреденим парицама, док је то код оптичког етернета систем 100Base-FX базиран на оптичком влакну као медијуму за пренос и двосмерно комуницирање.
Наиме, код овог система једно вишережимско влакно се користи за одлазни, док се друго користи за долазни саобраћај - потпун дуплекс. Код система базираних на оптичким влакнима, па и 100Base-FX система, станице се повезују сегментима од тачке до тачке. Како је потпуним дуплексом омогућена симултана комуникација између станица (станица — станица, комутатор — станица ...) код ових система не долази до сукобљавања. Потпун дуплекс као вид комуникације омогућава обема повезаним станицама да истовремено и шаљу и примају податке, што дуплира капацитет линка и на тај начин 100Base-FX систем постиже брзине 100Mb/s у оба смера.
Друга, а у случају оптичког етернета битнија предност двосмерног вида комуникације је та да максимална дужина сегмента више није ограничена временским ограничењима полудуплексног етернета са дељеним каналом. CSMA/CD алгоритам није подржан, 100Base-FX систем не дозвољава разводнике. Код потпуног дуплекса једина ограничења су одређена особинама медијума као носиоца сигнала. Упредене парице су ограничене карактеристикама бакра као носиоца сигнала што у том случају и не представља видно побољшање, док код оптичког влакна као медијума сегмент може бити драматично дужи. На пример, 100Base-FX користи обично вишережимско влакно које је ограничено на дужину од 412 m при полудуплексном виду комуникације, док је користећи исти медијум могуће постићи удаљености до 2 km при потпуном дуплексном виду комуникације. Функционисање потпуног дуплекса дефинисано је марта 1997. године стандардом 802.3x, који такође наводи механизме за контролу тока преко канала са двосмерном комуникацијом (MAC контрола и PAUSE механизам).
Гигабитни оптички етернет, да би обезбедио компатибилност са претходним верзијама има подржан режим рада у полудуплексу, док је подразумевани режим потпун дуплекс. Претпоставка је да се у овом случају користи разводник за повезивање. Како је брзина слања оквира 100 пута бржа него код система 10Base-F максимална удаљеност би требало да буде 100 пута мања (уместо 2.500 m, 25 m). Комитет за мреже је унео две допуне у стандард 802.3z да би се избегао овај случај. Прва се односи на проширење носиоца података (енгл. carrier extension) која налаже хардверу да својим ресурсима допуни нормалан оквир до 512 бајтова и друга, бујица оквира (енгл. frame bursting) која омогућава пошиљаоцу да у једном преносу пошаље уланчану секвенцу више оквира. Уведене особине проширују радијус мреже на 200 m.

## Гигабитни оптички етернет
Етернети од 10/100 Mbps су углавном засновани на бакарном медијуму, коаксијалном каблу или упреденим бакарним парицама (енгл. Unshielded twisted pair - UTP). Пренос сигнала на широко распрострањеној Категорији 5 UTP-a брзином од 1000 Mbps, представљао је велики изазов за дизајнере силицијумских чипова, јер то захтева огромно процесирање сигнала да би се умањили негативни ефекти у бакарним парицама (као што су ИСИ интер-симболска интерференција која се јавља услед ограничене ширине пропусног опсега канала, као и преслушавања сигнала између парова бакарних парица). Иако је сада гигабитни етернет углавном заснован на UTP каблу, рани гигабитни етернет је био заснован на оптичком интерфејсу. Фибер има предност што га одликују мало слабљење сигнала и велики пропусни опсег. Погодан је за преносе дуж окоснице мреже, што је и била главна намена раног гигабитног етернета. Гигабитни етернет је прво стандардизован на оптичком фиберу 1998. године. IEEE стандард 802.3z је ратификовао два дизајна за пренос сигнала гигабитног етернета: системе 1000Base-SX и 1000Base-LX.

### Систем
Систем  користи ласере мале таласне дужине 850 nm на мултимодним оптичким влакнима (770-860 nm дозвољено по спецификацијама). Да би очувала ниску цену гигабитног етернета, IEEE 802.3z организација је веома концизно дефинисала максималну преносну раздаљину 1000BASE-SX-а на 550m.
| '                                            | '            | '            | '            | '            | '            |
|                                              |              |              |              |              |              |
|                                              |              |              |              |              |              |
| Брзина емитовања                             | = 1          | = 1          | = 1          | = 1          | = 1          |
| Пренос се врши у основном опсегу учестаности | —            | —            | —            | —            | —            |
| Извор ласер, опсега таласних дужина ()       | = 770 до 860 | = 770 до 860 | = 770 до 860 | = 770 до 860 | = 770 до 860 |
| Снага извора ()                              | = - 9,5 до 0 | = - 9,5 до 0 | = - 9,5 до 0 | = - 9,5 до 0 | = - 9,5 до 0 |
| Фотодетектор осетљивости ()                  | = - 17 до 0  | = - 17 до 0  | = - 17 до 0  | = - 17 до 0  | = - 17 до 0  |
|                                              |              |              |              |              |              |
| Мултимодно влакно димензија ()               | —            | 62,5         | 62,5         | 50           | 50           |
| Модални пропусни опсег ()                    | —            | 100          | 200          | 400          | 500          |
| Максимална дужина кабла ()                   |              | 220          | 275          | 500          | 550          |
|                                              |              |              |              |              |              |
| Мултимодно влакно 62,5/125 слабљења          |              |              |              |              |              |
| Мултимодно влакно 50/125 слабљења            |              |              |              |              |              |
| конектори слабљења                           |              |              |              |              |              |
| Кодирање 8B10B                               | —            | —            | —            | —            | —            |
|                                              |              |              |              |              |              |

Систем  користи ласер велике таласне дужине 1.310 nm на стандардном мономодном или мултимодном фиберу (таласне дужине 1.270-1.355 nm су дозвољене), при чему ради на растојањима до 5 km. Према стандардима, минимална дужина кабла између станица за све типове каблова је 2 m.
| '                                            | '              | '              | '              | '              |  |
|                                              |                |                |                |                |  |
|                                              |                |                |                |                |  |
| Брзина емитовања                             | = 1            | = 1            | = 1            | = 1            |  |
| Пренос се врши у основном опсегу учестаности | —              | —              | —              | —              |  |
| Извор ласер, опсега таласних дужина ()       | = 1270 до 1355 | = 1270 до 1355 | = 1270 до 1355 | = 1270 до 1355 |  |
| Снага извора ()                              | = - 11,5 до -3 | = - 11,5 до -3 | = - 11,5 до -3 | = - 11,5 до -3 |  |
| Фотодетектор осетљивости ()                  | = - 19 до -3   | = - 19 до -3   | = - 19 до -3   | = - 19 до -3   |  |
|                                              |                |                |                |                |  |
| Мултимодно влакно димензија ()               | —              | 62,5           | 50             | 50             |  |
| Модални пропусни опсег ()                    | —              | 500            | 400            | 500            |  |
| Максимална дужина кабла ()                   |                | 550            | 550            | 550            |  |
| Мултимодно влакно 62.5/125 слабљења          |                |                |                |                |  |
| Мултимодно влакно 50/125 слабљења            |                |                |                |                |  |
|                                              |                |                |                |                |  |
| Мономодно влакно димензија ()                | 9/10           | 9/10           | 9/10           | 9/10           |  |
| Максимална дужина кабла ()                   | 10             | 10             | 10             | 10             |  |
| Мономодно влакно 9/125 слабљења              |                |                |                |                |  |
|                                              |                |                |                |                |  |
| конектори слабљења                           |                |                |                |                |  |
| Кодирање 8B10B                               | —              | —              | —              | —              |  |
|                                              |                |                |                |                |  |

Систем 1000Base-ZX није стандардизован IEEE стандардима, односи се на индустријски развијен гигабитни етернет, који за пренос сигнала користи ласере таласних дужина 1550 nm, притом постижући пренос сигнала на удаљеностима преко 70 km. За пренос се користе мономодна оптичка влакна. Детектор је лавинска фотодиода.
|                                 | '              |
|                                 |                |
| Брзина емитовања                | = 1            |
| Извор ласер (1550 nm) снаге (dBm)    |                |
| Фотодетектор осетљивости ()     | pr = -23 до -3 |
| Мономодно влакно димензија ()   | 9/10           |
| Максимална дужина кабла ()      |                |
| Мономодно влакно 9/125 слабљења |                |
| конектори слабљења              |                |
| 8B10B шема кодирања             | —              |
|                                 |                |

## 10-гигабитни оптички етернет
Технологија 10 гигабитног етернета представљала је далеко већи изазов од гигабитног етернета. Када је стандардизован, пренос података брзином од 10 Gb/s представљао је најновији и најмодернији степен технологије. Било је предложено много различитих шема за реализацију. Као што се и очекивало, 10 гигабитни етернет је прво стандардизован на оптичком фиберу као преносном медијуму. При преносу података брзином од 10 Gb/s, 8B10B PCS кодирање са 25% неискоришћености води до вишесимболске брзине преноса 12,5 Gbaud/s, која је доста већа од традиционалног OC192/STM64 преноса података.. Да би одржао брзину преноса симбола, као и да би се смањили трошкови и технички изазови постављени пред примопредајнике, 10-гигабитни етернет користи нови PCS начин кодирања (64B66B) са само 3% додатног саобраћаја.
Као и код гигабитног етернета, конфигурације физичких слојева 10-гигабитног етернета засноване су на предајницима (ласерима) са опсезима емитовања из сва три оптичка прозора. Према томе имамо следеће конфигурације:
- опсег (840-860)
- опсег (1260-1355)
- опсег (1530-1565)
- бакарни кабл, упредене парице категорије 6а.

У зависности примене у LAN (10GBASE-R) или WAN (10GBASE-W) мрежама, даље су дефинисани следећи стандарди:
- и
- ,  и
- и

Топологије за функционисање на 10 Gb/s су поредиве са топологијом код 1000BASE-X потпуног дуплексног система, а исто тако су еквивалентне топологијама код WAN апликација. 10-гигабитни етернет је дефинисан само за оперисање у потпуном дуплексном моду.
Неке особине 10-гигабитног етернета:
- Подржава потпун дуплексни
- Постиже 10 Gb/s пренос информација на XGMII.
- Подржава LAN PMD на 10 Gb/s као и WAN PMD који ради на SONET STS-192c/SDH VC-4-64c брзинама преноса.
- Подржава каблирања оптичким фиберима дефинисано са ISO/IEC 11801: 1995.
- Дозвољава продужење мреже до растојања од 40 km.
- Дозвољена битска грешка BER 10−12.

| стандард | Таласна дужина () | Дужина линка | Тип оптичког влакна       |
|          |                   |              |                           |
|          | 850               | 300/33 m      | Мултимодно влакно 50/62,5 |
|          | 1310              | 220          | Мултимодно влакно 50/62,5 |
|          | 1310              | 300 ()       | Мултимодно влакно 50/62,5 |
| -\|\|-   | -\|\|-            | 10           | Мономодно влакно 9/10     |
|          | 1310              | 10           | Мономодно влакно 9/10     |
|          | 1550              | 40           | Мономодно влакно 9/10     |
|          |                   |              |                           |

## Примена оптичког етернета
Поред основне примене оптичког етернета у локалним мрежама и дистрибуције података на веће удаљености у последње време разматра као решење за пасивне оптичке мреже (енгл. Passive optical networks — PON). Стандардизовано је неколико алтернативних архитектура за приступне мреже од стране неколико различитих тела, а један од главних раздвајајућих фактора био је носећи протокол. Отуда и пасивне мреже које етернет користе као носилац имају назив EPON (Етернет ПОН). Међу PON спецификацијама, EPON је само архитектура приступне мреже. PON не води порекло од мрежа за јавне комуникације, већ од мрежа за пренос података у приватним предузећима. EPON је стандардизовала радна група IEEE 802.3 — групе која влада у свету локалних мрежа, али не и много изван тога. Етернет пројекат “У првој миљи” био је први такав покушај извиђачка мисија на још неистраженој територији. EPON је захватио индустрију “преко ноћи” и кроз пет година постао је стандард у индустрији. Остаје питање да ли ће имати истих успеха у приступним мрежама као његови претходници у корпорацијским LAN мрежама.
Друга примена оптичког етернета је као “етернет транспортни механизам велике брзине за градске мреже” (енгл. Carrier ethernet). Изрази “керијер етернет” и “етернет градска мрежа” често се поистовећују. Керијер етернет дефинише коришћење етернет фрејмова као транспортног средства, чиме омогућује фрејмовима да преносе  пакете или чак ATM (енгл. asynchronous transfer mode) ћелије. Ова технологија такође може представљати изазов за традиционалну SONET телефонску инфраструктуру. Предност етернета у цени и спајање гласовних, информационих и видео сервиса на пакетно-оријентисаној мрежној инфраструктури допринело је да етернет сервиси постану сервиси са најбржим развојем у телекомуникационој индустрији. Уместо захтева за традиционалним изнајмљеним линијским сервисима заснованим на TDM-у, све више и више корисника захтева изнајмљене етернет линије, које не само да су јефтиније, него и имају већи пропусни опсег.